# Bochra Belhaj Hmida
Bochra Belhaj Hmida, nascuda a Zaghouan, és una advocada i política tunisiana coneguda sobretot pel seu activisme en defensa dels drets de les dones i els drets humans. És diputada per l'Assemblea de Tunísia des del 2014. El 1989 fou cofundadora de l'Associació Tunisiana de Dones Demòcrates, que ha presidit.

## Biografia
Des de jove es va comprometre en defensa de la igualtat, al costat de pioneres com Jalila Baccar o Safia Farhat.
Llicenciada en dret, cofundà l'Associació Tunisiana de Dones Demòcrates (ATFD) el 1989 i la va presidir del 1994 al 1998.
El 2012, va ser advocada d'una jove violada per policies a qui acusaren d'atemptar contra el pudor amb el seu nuvi. L'executiu, dominat llavors pels islamistes d'Ennahdha, en va ser, segons ella, responsable "moralment i políticament". Bochra denuncia també l'augment d'agressions, assetjament i violacions de policies a joves tunisianes a causa de la impunitat amb què actuen.
Bochra Belhaj denuncià que, des del 2011, amb els islamistes en el poder, s'estava desenvolupant una campanya de difamació i assetjament contra les defensores dels drets de les dones i els drets humans.(3)
Es va incorporar el 2011 al Fòrum democràtic per al treball i les llibertats i es presentà a les eleccions de l'assemblea constituent com a cap de llista de la circumscripció de Zaghouan, però no l'elegiren. Membre del comité executiu del moviment Nidaa Tounes des de setembre del 2012, obtingué un escó en les eleccions legislatives del 2014 en l'Assemblea de representants del poble, pel seu partit en la segona circumscripció de Tunísia, mantenint així la lluita pels drets humans i els de les dones tunisianes.(1)
Bochra Belhaj Hmida pertany també a la Comissió de les llibertats individuals i de la igualtat, creada pel president Beji Caid Essebsi el 13 d'agost del 2017 per a fer un informe sobre les reformes legislatives relatives a les llibertats individuals i la igualtat seguint la Constitució del 2014 i les normes internacionals dels drets humans.